# Rena (animal)
Rena es un género de serpientes de la familia Leptotyphlopidae. Se distribuyen por América.

## Especies
Este género incluye 11 especies:
- Rena boettgeri (Werner, 1899)
- Rena bressoni (Taylor, 1939)
- Rena dissecta (Cope, 1896)
- Rena dugesii (Bocourt, 1881)
- Rena dulcis Baird & Girard, 1853
- Rena humilis Baird & Girard, 1853
- Rena iversoni (Smith, Breukelen, Auth & Chiszar, 1998)
- Rena maxima (Loveridge, 1932)
- Rena myopica (Garman, 1884)
- Rena segrega (Klauber, 1939)
- Rena unguirostris (Boulenger, 1902)